# Fariborz Esmaeili
Fariborz Esmaeili (in persiano: فریبرز اسماعیلی; Nahavand, 1º luglio 1940 – Teheran, 7 aprile 2020) è stato un calciatore iraniano, di ruolo centrocampista.

## Carriera

### Club
Ha sempre giocato nel campionato iraniano.

### Nazionale
Con la maglia della nazionale ha vinto la Coppa d'Asia 1968.

## Palmarès

### Nazionale
- Coppa d'Asia: 1

1968